# Avoca (Indiana)
Avoca – jednostka osadnicza w Stanach Zjednoczonych, w stanie Indiana, w hrabstwie Lawrence.